# Rjukan
Rjukan je město v Norsku, administrativní centrum obce Tinn, ležící v kraji Telemark. Nachází se v údolí Vestfjorddalen mezi jezery Møsvatn a Tinnsjå na jihovýchodním okraji náhorní plošiny Hardangervidda.
Pojmenováno bylo podle vodopádu Rjukanfossen („Kouřící vodopád“) ležícího západně od města. Status samostatného města obdrželo Rjukan v roce 1996. V současné době má přibližně 3500 obyvatel. 
Na začátku 20. století zde firma Norsk Hydro zbudovala tehdy nejvýkonnější vodní elektrárnu, která elektřinou zásobovala továrnu na výrobu umělých hnojiv (princip výroby spočíval v zachycování dusíku ze vzduchu). Ve třicátých letech byl proces upraven a elektrárna Vemork se stala první továrnou na těžkou vodu, která byla potřeba pro stavbu jaderného reaktoru a vývin jaderné bomby. Po obsazení Norska nacistickým Německem během druhé světové války se továrna stala cílem spojenecké operace Telemark.
Od roku 2015 je Rjukan společně s nedalekým městem Notodden a celým údolím (hydroelektrárna včetně přívodních potrubí, rozvody elektrické energie, železniční trať, továrny, obce – vše vystavěno v 1. polovině 20. století) zapsán na seznamu světového kulturního dědictví UNESCO.